# Paul Schulze
Paul Schulze (New York, 12 giugno 1962) è un attore statunitense.
È noto per le sue apparizioni in The Sopranos, Nurse Jackie - Terapia d'urto, 24 (2002–2004) e The Punisher (2017), nonché per i suoi ruoli cinematografici in Panic Room (2002) e John Rambo (2008).

## Biografia
È maggiormente noto per aver interpretato Ryan Chappelle nella serie Fox 24 dal 2001 al 2004 e il padre Phil Intintola nella serie HBO The Sopranos dal 1999 al 2006.
Schulze è apparso nella serie drammatica giudiziaria di Fox Justice - Nel nome della legge e ha fatto delle partecipazioni in Law & Order, Rizzoli & Isles, JAG, CSI: Crime Scene Investigation, The West Wing, NCIS, Oz, Frasier, NYPD Blue, Boston Legal, Cold Case, Numb3rs, Mad Men, Criminal Minds, The Closer, Terminator: The Sarah Connor Chronicles, Suits, Z Nation e Journeyman.
Le sue apparizioni cinematografiche includono New Jersey Drive (1995), Clockers (1995), Don't Say a Word (2001) e i film di David Fincher Panic Room (2002) e Zodiac (2007). Inoltre, ha interpretato Michael Burnett in John Rambo, il quarto capitolo della saga cinematografica uscito nel 2008, e ha co-protagonizzato nel ruolo di Eddie Walzer nella serie dark comedy di Showtime Nurse Jackie, andata in onda per la prima volta nel giugno 2009.

## Filmografia parziale

### Cinema
- Fratelli di sangue (Hand Gun), regia di Whitney Ransick (1994)
- New Jersey Drive, regia di Nick Gomez (1995)
- Clockers, regia di Spike Lee (1995)
- Chi ha ucciso la signora Dearly? (Drowning Mona), regia di Nick Gomez (2000)
- Don't Say a Word, regia di Gary Fleder (2001)
- Panic Room, regia di David Fincher (2002)
- Crazylove, regia di Ellie Kanner (2005)
- Zodiac, regia di David Fincher (2007)
- John Rambo, regia di Sylvester Stallone (2008)
- Are You Here, regia di Matt Weiner (2014)
- Inside the Rain, regia di Aaron Fisher (2019)

### Televisione
- Law & Order - I due volti della giustizia (Law & Order) – serie TV, 6 episodi (1992-2010)
- Homicide (Homicide: Life on the Street) – serie TV, episodio 1x03 (1993)
- Swift - Il giustiziere (Swift Justice) – serie TV, episodio 1x01 (1996)
- I Soprano (The Sopranos) – serie TV, 13 episodi (1999-2006)
- 24 – serie TV, 24 episodi (2002-2004)
- Senza traccia (Without a Trace) – serie TV, episodio 3x01 (2004)
- JAG - Avvocati in divisa (JAG) – serie TV, episodio 10x18 (2005)
- Inconceivable – serie TV, episodio 2x03 (2005)
- Numb3rs – serie TV, episodio 2x03 (2005)
- CSI: NY – serie TV, episodio 2x04 (2005)
- Close to Home - Giustizia ad ogni costo (Close to Home) – serie TV, episodio 1x09 (2005)
- Cold Case - Delitti irrisolti (Cold Case) – serie TV, episodio 3x14 (2006)
- NCIS - Unità anticrimine (NCIS) – serie TV, episodio 3x18 (2006)
- Justice - Nel nome della legge (Justice) – serie TV, episodio 3x18 (2006)
- CSI - Scena del crimine (CSI: Crime Scene Investigation) – serie TV, episodio 6x24 (2006)
- Shark - Giustizia a tutti i costi (Shark) – serie TV, episodio 1x05 (2006)
- Standoff – serie TV, episodio 1x05 (2006)
- The Closer – serie TV, 2 episodi (2006)
- The Nine – serie TV, episodio 1x12 (2007)
- Mad Men – serie TV, episodio 1x08 (2007)
- Boston Legal – serie TV, episodio 4x04 (2007)
- CSI: Miami – serie TV, episodio 6x05 (2007)
- Journeyman – serie TV, 4 episodi (2007)
- Criminal Minds – serie TV, episodio 3x15 (2008)
- Terminator: The Sarah Connor Chronicles – serie TV, episodio 2x02 (2008)
- The Cleaner - serie TV, 2 episodi (2009)
- Nurse Jackie - Terapia d'urto (Nurse Jackie) – serie TV, 80 episodi (2009-2015)
- Law & Order - Unità vittime speciali (Law & Order: Special Victims Unit) – serie TV, 2 episodi  (2010-2017)
- Fairly Legal - serie TV, episodio 1x02 (2011)
- Person Of Interest – serie TV, episodio 1x19 (2012)
- Franklin & Bash – serie TV, episodio 2x10 (2012)
- The Mentalist – serie TV, 2 episodi (2012-2014)
- Chicago P.D. – serie TV, episodio 2x03 (2014)
- Major Crimes – serie TV, episodio 4x02 (2015)
- Rizzoli & Isles – serie TV, episodi 6x12-6x13 (2015-2016)
- Suits – serie TV, 12 episodi (2016-2017)
- The Punisher – serie TV, 8 episodi (2017)
- The Expanse – serie TV, 5 episodi (2019)
- Tommy – serie TV, 3 episodi (2020)
- Truth Be Told – serie TV, episodio 2x02 (2021)
- Station 19 – serie TV, episodio 5x04 (2021)

## Doppiatori italiani
Nelle versioni in italiano delle opere in cui ha recitato, Paul Schulze è stato doppiato da:
- Roberto Certomà in 24 (st. 1), CSI: NY, Law & Order - Unità vittime speciali (ep. 19x05), Avvocato di difesa - The Lincoln Lawyer
- Massimo Rossi in The Closer, Criminal Minds, Your Honor
- Roberto Draghetti in Don't Say a Word, Law & Order - I due volti della giustizia (ep. 15x21)
- Massimiliano Virgilii in Panic Room, Boston Legal
- Franco Mannella in NCIS - Unità anticrimine, Law & Order - Unità vittime speciali (ep. 12x04)
- Stefano Mondini in Mad Men, The Mentalist
- Roberto Pedicini in John Rambo, Suits
- Alessandro Quarta in The Punisher, Station 19
- Francesco Prando in Oz
- Gianni Bersanetti ne I Soprano
- Luca Dal Fabbro in Chi ha ucciso la signora Dearly?
- Antonio Bonanotte in Kiss Toledo Goodbye
- Davide Marzi in Mimic 2
- Christian Iansante in 24 (st. 2-3)
- Alberto Angrisano in Cold Case - Delitti irrisolti
- Nino D'Agata in CSI - Scena del crimine
- Ambrogio Colombo in CSI: Miami
- Enrico Di Troia in Medical Investigation
- Saverio Indrio in Terminator: The Sarah Connor Chronicles
- Massimo De Ambrosis in Nurse Jackie - Terapia d'urto
- Riccardo Scarafoni in Person of Interest
- Francesco Meoni in Major Crimes

Da doppiatore è sostituito da:
- Francesco Orlando in 24: The Game